# Les Nouveaux Tricheurs
Pour les articles homonymes, voir Tricheur (homonymie).
Pour plus de détails, voir Fiche technique et Distribution.
Les Nouveaux Tricheurs est un film français réalisé par Michaël Schock en 1987. Il s'agit d'un remake du long-métrage Les Tricheurs de Marcel Carné, sorti en 1958. 

## Synopsis
Adolescents ou jeunes adultes, Franck, Christine et les autres se croisent, se lient, se quittent. Mais le drame guette.

## Fiche technique
- Réalisateur : Michaël Schock
- Scénariste : Michaël Schock
- Société de production : ATC 3000, TF1 Films Production
- Producteur : Benjamin Simon
- Costumes : Isabelle Favier
- Musique : Romano Musumarra
- Langue : français
- Genre : drame
- Durée : 100 minutes
- Date de sortie : 
  - France : 18 novembre 1987

## Distribution
- Rémi Martin : Marc
- Valérie Allain : Christine
- Lionel Melet : Franck
- Fabrice Josso : Karl
- Sophie Malher : Sophie
- Aurélie Gibert : Betti
- Jacques Penot : Antoine
- Fiona Gélin : Anne
- Andréas Voutsinás : Romanoff
- Etienne Chicot : Le metteur en scène de théâtre

## Bande-originale
La bande-originale est composée intégralement par Romano Musumarra. Les paroles de Crystal Eyes et In The Heart Of The City sont écrites en collaboration avec Carol Welsman.
1. Crystal Eyes (interprétée par Vincent Thoma)
2. In The Heart (interprétée par Vincent Thoma)
3. Où Est L'Amour
4. Crystal Eyes
5. Générique Début
6. Les Nouveaux Tricheurs Suite
7. Solitude
8. Vivaldiana
9. Cours De Danse
10. Bains-Douches